# Élections cantonales de 2011 dans le Morbihan
Les élections cantonales ont eu lieu les 20 et 27 mars 2011.

## Contexte départemental

### Assemblée départementale sortante
Avant les élections, le conseil général du Morbihan est présidé par Joseph Kergueris (AC). Il comprend 42 conseillers généraux issus des 42 cantons du Morbihan. 21 d'entre eux sont renouvelables lors de ces élections. 
| Parti                             | Sigle | Élus |
| --------------------------------- | ----- | ---- |
| Majorité (26 sièges)              |       |      |
| Divers droite                     | DVD   | 15   |
| Union pour un mouvement populaire | UMP   | 9    |
| Alliance centriste                | AC    | 1    |
| Mouvement pour la France          | MPF   | 1    |
| Opposition (16 sièges)            |       |      |
| Parti socialiste                  | PS    | 10   |
| Divers gauche                     | DVG   | 4    |
| Parti communiste français         | PCF   | 2    |
| Président du conseil général      |       |      |
| Joseph Kergueris (AC)             |       |      |

## Résultats à l'échelle du département

### Résultats en nombre de sièges
| Parti | Sièges mis en jeu | Élus | Évolution |
| ----- | ----------------- | ---- | --------- |
| DVD   | 7                 | 10   | +3        |
| UMP   | 5                 | 2    | -3        |
| PS    | 4                 | 6    | +2        |
| DVG   | 2                 | 3    | +1        |
| AC    | 1                 | 0    | -1        |
| MPF   | 1                 | 0    | -1        |
| PCF   | 1                 | 0    | -1        |

### Assemblée départementale à l'issue des élections
| Parti                             | Sigle | Élus |
| --------------------------------- | ----- | ---- |
| Majorité (24 sièges)              |       |      |
| Divers droite                     | DVD   | 18   |
| Union pour un mouvement populaire | UMP   | 6    |
| Opposition (18 sièges)            |       |      |
| Parti socialiste                  | PS    | 12   |
| Divers gauche                     | DVG   | 4    |
| Parti communiste français         | PCF   | 1    |
| Europe Écologie Les Verts         | EÉLV  | 1    |
| Président du conseil général      |       |      |
| François Goulard (UMP)            |       |      |

## Résultats par canton

### Canton de Gourin
| Candidats      | Candidats          | Étiquette      | Premier tour | Premier tour |
| Candidats      | Candidats          | Étiquette      | Voix         | %            |
| -------------- | ------------------ | -------------- | ------------ | ------------ |
|                | Christian Derrien  | DVG            | 2 081        | 50,63        |
|                | Michel Morvant*    | UMP            | 1 841        | 44,79        |
|                | Yannick Quenehervé | UDB            | 188          | 4,57         |
|                |                    |                |              |              |
| Inscrits       | Inscrits           | Inscrits       | 6 798        | 100,00       |
| Abstentions    | Abstentions        | Abstentions    | 2 522        | 37,10        |
| Votants        | Votants            | Votants        | 4 276        | 62,90        |
| Blancs et nuls | Blancs et nuls     | Blancs et nuls | 166          | 3,88         |
| Exprimés       | Exprimés           | Exprimés       | 4 110        | 96,12        |

*sortant

### Canton de Guémené-sur-Scorff
| Candidats      | Candidats             | Étiquette      | Premier tour | Premier tour | Second tour | Second tour |
| Candidats      | Candidats             | Étiquette      | Voix         | %            | Voix        | %           |
| -------------- | --------------------- | -------------- | ------------ | ------------ | ----------- | ----------- |
|                | Jean-Jacques Tromilin | UMP            | 1 270        | 40,69        | 1 655       | 51,83       |
|                | Christian Perron*     | PCF            | 1 070        | 34,28        | 1 538       | 48,17       |
|                | Jean-Luc Guilloux     | PS             | 781          |              |             |             |
|                |                       |                |              |              |             |             |
| Inscrits       | Inscrits              | Inscrits       | 5 248        | 100,00       | 5 248       | 100,00      |
| Abstentions    | Abstentions           | Abstentions    | 2 059        | 39,23        | 1 956       | 37,27       |
| Votants        | Votants               | Votants        | 3 189        | 60,77        | 3 292       | 62,73       |
| Blancs et nuls | Blancs et nuls        | Blancs et nuls | 68           | 2,13         | 99          | 3,01        |
| Exprimés       | Exprimés              | Exprimés       | 3 121        | 97,87        | 3 193       | 96,99       |

*sortant

### Canton de La Roche-Bernard
| Candidats      | Candidats        | Étiquette      | Premier tour | Premier tour | Second tour | Second tour |
| Candidats      | Candidats        | Étiquette      | Voix         | %            | Voix        | %           |
| -------------- | ---------------- | -------------- | ------------ | ------------ | ----------- | ----------- |
|                | Alain Guihard    | DVD            | 2 252        | 43,37        | 3 064       | 56,99       |
|                | Joël Bourrigaud  | DVG            | 1 632        | 31,43        | 2 312       | 43,01       |
|                | Edouard Moise    | UMP            | 674          | 12,98        |             |             |
|                | Mamadou Diaounet | EELV           | 635          | 12,23        |             |             |
|                |                  |                |              |              |             |             |
| Inscrits       | Inscrits         | Inscrits       | 11 861       | 100,00       | 11 861      | 100,00      |
| Abstentions    | Abstentions      | Abstentions    | 6 482        | 54,65        | 6 267       | 52,84       |
| Votants        | Votants          | Votants        | 5 379        | 45,35        | 5 594       | 47,16       |
| Blancs et nuls | Blancs et nuls   | Blancs et nuls | 186          | 3,46         | 218         | 3,90        |
| Exprimés       | Exprimés         | Exprimés       | 5 193        | 96,54        | 5 376       | 96,10       |

### Canton de La Trinité-Porhoët
| Candidats      | Candidats       | Étiquette      | Premier tour | Premier tour |
| Candidats      | Candidats       | Étiquette      | Voix         | %            |
| -------------- | --------------- | -------------- | ------------ | ------------ |
|                | Michel Pichard* | UMP            | 1 555        | 78,14        |
|                | Cécile Betton   | PCF            | 435          | 21,86        |
|                |                 |                |              |              |
| Inscrits       | Inscrits        | Inscrits       | 4 019        | 100,00       |
| Abstentions    | Abstentions     | Abstentions    | 1 908        | 47,47        |
| Votants        | Votants         | Votants        | 2 111        | 52,53        |
| Blancs et nuls | Blancs et nuls  | Blancs et nuls | 121          | 5,73         |
| Exprimés       | Exprimés        | Exprimés       | 1 990        | 94,27        |

*sortant

### Canton de Lanester
| Candidats      | Candidats          | Étiquette      | Premier tour | Premier tour | Second tour | Second tour |
| Candidats      | Candidats          | Étiquette      | Voix         | %            | Voix        | %           |
| -------------- | ------------------ | -------------- | ------------ | ------------ | ----------- | ----------- |
|                | Thérèse Thiéry*    | DVG            | 3 183        | 46,41        | 3 910       | 68,61       |
|                | Alain Guichard     | PCF            | 1 261        | 18,38        | 1 789       | 31,39       |
|                | René Fonroques     | FN             | 1 011        | 14,74        |             |             |
|                | Jean-Jacques Valy  | UDB            | 718          | 10,47        |             |             |
|                | Yvonneck Couturier | DVD            | 686          | 10,00        |             |             |
|                |                    |                |              |              |             |             |
| Inscrits       | Inscrits           | Inscrits       | 16 402       | 100,00       | 16 402      | 100,00      |
| Abstentions    | Abstentions        | Abstentions    | 9 363        | 57,08        | 9 951       | 60,67       |
| Votants        | Votants            | Votants        | 7 039        | 42,92        | 6 451       | 39,33       |
| Blancs et nuls | Blancs et nuls     | Blancs et nuls | 180          | 2,56         | 752         | 11,66       |
| Exprimés       | Exprimés           | Exprimés       | 6 859        | 97,44        | 5 699       | 88,34       |

*sortant

### Canton de Locminé
| Candidats      | Candidats        | Étiquette      | Premier tour | Premier tour | Second tour | Second tour |
| Candidats      | Candidats        | Étiquette      | Voix         | %            | Voix        | %           |
| -------------- | ---------------- | -------------- | ------------ | ------------ | ----------- | ----------- |
|                | Gérard Lorgeoux* | UMP            | 2 914        | 49,41        | 3 142       | 56,02       |
|                | Alain Jouan      | DVG            | 1 346        | 22,82        | 2 467       | 43,98       |
|                | Gisèle Burban    | FN             | 845          | 14,33        |             |             |
|                | Michaël Le Bohec | UDB            | 415          | 7,04         |             |             |
|                | Christian Allio  | PCF            | 378          | 6,41         |             |             |
|                |                  |                |              |              |             |             |
| Inscrits       | Inscrits         | Inscrits       | 11 559       | 100,00       | 11 559      | 100,00      |
| Abstentions    | Abstentions      | Abstentions    | 5 484        | 47,44        | 5 649       | 48,87       |
| Votants        | Votants          | Votants        | 6 075        | 52,56        | 5 910       | 51,13       |
| Blancs et nuls | Blancs et nuls   | Blancs et nuls | 177          | 2,91         | 301         | 5,09        |
| Exprimés       | Exprimés         | Exprimés       | 5 898        | 97,09        | 5 609       | 94,91       |

*sortant

### Canton de Lorient-Nord
| Candidats      | Candidats          | Étiquette      | Premier tour | Premier tour | Second tour | Second tour |
| Candidats      | Candidats          | Étiquette      | Voix         | %            | Voix        | %           |
| -------------- | ------------------ | -------------- | ------------ | ------------ | ----------- | ----------- |
|                | Émile Jétain*      | PS             | 1 857        | 39,43        | 3 681       | 72,89       |
|                | Joëlle Bergeron    | FN             | 725          | 15,39        | 1 369       | 27,11       |
|                | François Aubertin  | UMP            | 704          | 14,95        |             |             |
|                | Allain Le Boudouil | EELV           | 577          | 12,25        |             |             |
|                | Gérard Lebreton    | PCF            | 415          | 8,81         |             |             |
|                | Jacques Bellanger  | DVD            | 294          | 6,24         |             |             |
|                | Hervé Le Gwenn     | PB             | 138          | 2,93         |             |             |
|                |                    |                |              |              |             |             |
| Inscrits       | Inscrits           | Inscrits       | 14 592       | 100,00       | 14 592      | 100,00      |
| Abstentions    | Abstentions        | Abstentions    | 9 660        | 66,20        | 9 021       | 61,82       |
| Votants        | Votants            | Votants        | 4 932        | 33,80        | 5 571       | 38,18       |
| Blancs et nuls | Blancs et nuls     | Blancs et nuls | 222          | 4,50         | 521         | 9,35        |
| Exprimés       | Exprimés           | Exprimés       | 4 710        | 95,50        | 5 050       | 90,65       |

*sortant

### Canton de Muzillac
| Candidats      | Candidats       | Étiquette      | Premier tour | Premier tour | Second tour | Second tour |
| Candidats      | Candidats       | Étiquette      | Voix         | %            | Voix        | %           |
| -------------- | --------------- | -------------- | ------------ | ------------ | ----------- | ----------- |
|                | Joseph Brohan*  | UMP            | 2 654        | 47,35        | 3 138       | 56,94       |
|                | François Batard | PS             | 1 218        | 21,73        | 2 373       | 43,06       |
|                | Bernard Audran  | PCF            | 1 069        | 19,07        |             |             |
|                | Evelyne Petit   | FN             | 664          | 11,85        |             |             |
|                |                 |                |              |              |             |             |
| Inscrits       | Inscrits        | Inscrits       | 10 779       | 100,00       | 10 779      | 100,00      |
| Abstentions    | Abstentions     | Abstentions    | 5 091        | 47,23        | 5 042       | 46,78       |
| Votants        | Votants         | Votants        | 5 688        | 52,77        | 5 737       | 53,22       |
| Blancs et nuls | Blancs et nuls  | Blancs et nuls | 83           | 1,46         | 226         | 3,94        |
| Exprimés       | Exprimés        | Exprimés       | 560          | 98,54        | 5 511       | 96,06       |

*sortant

### Canton de Plœmeur
| Candidats      | Candidats      | Étiquette      | Premier tour | Premier tour | Second tour | Second tour |
| Candidats      | Candidats      | Étiquette      | Voix         | %            | Voix        | %           |
| -------------- | -------------- | -------------- | ------------ | ------------ | ----------- | ----------- |
|                | Loïc Le Meur*  | PS             | 3 885        | 41,55        | 5 658       | 60,13       |
|                | Brigitte Mélin | DVD            | 1 695        | 18,13        | 3 752       | 38,87       |
|                | Marc Chavignat | FN             | 1 067        | 11,41        |             |             |
|                | Xavier Burban  | UDB            | 859          | 9,19         |             |             |
|                | Maria Colas    | UMP            | 815          | 8,72         |             |             |
|                | Marc Bacci     | PCF            | 526          | 5,63         |             |             |
|                | Eric Camusard  | NC             | 503          | 5,38         |             |             |
|                |                |                |              |              |             |             |
| Inscrits       | Inscrits       | Inscrits       | 23 530       | 100,00       | 23 530      | 100,00      |
| Abstentions    | Abstentions    | Abstentions    | 13 911       | 59,12        | 13 388      | 56,90       |
| Votants        | Votants        | Votants        | 9 619        | 40,88        | 10 142      | 43,10       |
| Blancs et nuls | Blancs et nuls | Blancs et nuls | 269          | 2,80         | 732         | 7,22        |
| Exprimés       | Exprimés       | Exprimés       | 9 350        | 97,20        | 9 410       | 92,78       |

*sortant

### Canton de Ploërmel
| Candidats      | Candidats          | Étiquette      | Premier tour | Premier tour |
| Candidats      | Candidats          | Étiquette      | Voix         | %            |
| -------------- | ------------------ | -------------- | ------------ | ------------ |
|                | Patrick Le Diffon* | UMP            | 3 331        | 65,26        |
|                | Michel Brochard    | DVG            | 1 002        | 19,63        |
|                | David Cabas        | S&P            | 386          | 7,56         |
|                | Arnaud Le Piouf    | MoDem          | 385          | 7,54         |
|                |                    |                |              |              |
| Inscrits       | Inscrits           | Inscrits       | 11 746       | 100,00       |
| Abstentions    | Abstentions        | Abstentions    | 6 351        | 54,07        |
| Votants        | Votants            | Votants        | 5 393        | 45,93        |
| Blancs et nuls | Blancs et nuls     | Blancs et nuls | 291          | 5,39         |
| Exprimés       | Exprimés           | Exprimés       | 5 104        | 94,61        |

*sortant

### Canton de Pluvigner
| Candidats      | Candidats               | Étiquette      | Premier tour | Premier tour | Second tour | Second tour |
| Candidats      | Candidats               | Étiquette      | Voix         | %            | Voix        | %           |
| -------------- | ----------------------- | -------------- | ------------ | ------------ | ----------- | ----------- |
|                | Bernadette Desjardins   | PS             | 2 319        | 30,86        | 3 974       | 52,21       |
|                | Fabrice Robelet         | NC             | 1 874        | 24,94        | 3 638       | 47,70       |
|                | Yvon Sénéchal           | DVD            | 1364         | 18,15        |             |             |
|                | Paulette Géraud-Diamedo | FN             | 944          | 12,56        |             |             |
|                | Christophe Lacombe      | UDB            | 676          | 9,00         |             |             |
|                | Patrick Nakach          | PG             | 338          | 4,50         |             |             |
|                |                         |                |              |              |             |             |
| Inscrits       | Inscrits                | Inscrits       | 15 954       | 100,00       | 15 955      | 100,00      |
| Abstentions    | Abstentions             | Abstentions    | 8 216        | 51,50        | 7 957       | 49,87       |
| Votants        | Votants                 | Votants        | 7 738        | 48,50        | 7 998       | 50,13       |
| Blancs et nuls | Blancs et nuls          | Blancs et nuls | 223          | 2,88         | 386         | 4,83        |
| Exprimés       | Exprimés                | Exprimés       | 7 515        | 97,12        | 7 612       | 95,17       |

### Canton de Pontivy
| Candidats      | Candidats                  | Étiquette      | Premier tour | Premier tour | Second tour | Second tour |
| Candidats      | Candidats                  | Étiquette      | Voix         | %            | Voix        | %           |
| -------------- | -------------------------- | -------------- | ------------ | ------------ | ----------- | ----------- |
|                | Henri Le Dorze*            | PS             | 3 343        | 37,77        | 5 136       | 62,39       |
|                | Yvon Peresse               | UMP            | 1 507        | 17,03        | 3 096       | 37,61       |
|                | Bernard Delhaye            | DVD            | 1 339        | 15,13        |             |             |
|                | Gérald Perrier             | FN             | 1 207        | 13,64        |             |             |
|                | Marie-Madeleine Dore-Lucas | PCF            | 809          | 9,14         |             |             |
|                | Françoise Ramel-Flageul    | UDB            | 646          | 7,30         |             |             |
|                |                            |                |              |              |             |             |
| Inscrits       | Inscrits                   | Inscrits       | 18 886       | 100,00       | 18 886      | 100,00      |
| Abstentions    | Abstentions                | Abstentions    | 9 771        | 51,74        | 9 975       | 52,82       |
| Votants        | Votants                    | Votants        | 9 115        | 48,26        | 8 911       | 47,18       |
| Blancs et nuls | Blancs et nuls             | Blancs et nuls | 264          | 2,90         | 679         | 7,62        |
| Exprimés       | Exprimés                   | Exprimés       | 8 851        | 97,10        | 8 232       | 92,38       |

*sortant

### Canton de Port-Louis
| Candidats      | Candidats              | Étiquette      | Premier tour | Premier tour | Second tour | Second tour |
| Candidats      | Candidats              | Étiquette      | Voix         | %            | Voix        | %           |
| -------------- | ---------------------- | -------------- | ------------ | ------------ | ----------- | ----------- |
|                | Nathalie Le Magueresse | PS             | 2 767        | 25,19        | 5 198       | 47,55       |
|                | Jacques Le Ludec       | DVD            | 2 443        | 22,24        | 5 733       | 52,45       |
|                | Adrien Le Formal       | DVD            | 2 389        | 21,75        |             |             |
|                | Michel Paulat          | FN             | 1 238        | 11,27        |             |             |
|                | Alain Malardé          | SE             | 781          | 7,11         |             |             |
|                | Brigitte Pfeifer       | EELV           | 735          | 6,69         |             |             |
|                | Hervé Quentel          | PCF            | 631          | 5,74         |             |             |
|                |                        |                |              |              |             |             |
| Inscrits       | Inscrits               | Inscrits       | 22 287       | 100,00       | 22 888      | 100,00      |
| Abstentions    | Abstentions            | Abstentions    | 11 132       | 49,95        | 10 771      | 48,33       |
| Votants        | Votants                | Votants        | 11 155       | 50,05        | 11 517      | 51,67       |
| Blancs et nuls | Blancs et nuls         | Blancs et nuls | 171          | 1,53         | 586         | 5,09        |
| Exprimés       | Exprimés               | Exprimés       | 10 984       | 98,47        | 10 931      | 94,91       |

### Canton de Questembert
| Candidats      | Candidats      | Étiquette      | Premier tour | Premier tour | Second tour | Second tour |
| Candidats      | Candidats      | Étiquette      | Voix         | %            | Voix        | %           |
| -------------- | -------------- | -------------- | ------------ | ------------ | ----------- | ----------- |
|                | Michel Burban* | UMP            | 2 502        | 40,34        | 3 344       | 51,30       |
|                | Paul Paboeuf   | PS             | 2 261        | 36,46        | 3 174       | 48,70       |
|                | Francis Roy    | EELV           | 674          | 10,87        |             |             |
|                | Alain Lyon     | FN             | 607          | 9,79         |             |             |
|                | Yves Corbel    | PCF            | 158          | 2,55         |             |             |
|                |                |                |              |              |             |             |
| Inscrits       | Inscrits       | Inscrits       | 12 304       | 100,00       | 12 304      | 100,00      |
| Abstentions    | Abstentions    | Abstentions    | 5 958        | 48,42        | 6 798       | 44,75       |
| Votants        | Votants        | Votants        | 6 346        | 51,58        | 5 506       | 55,25       |
| Blancs et nuls | Blancs et nuls | Blancs et nuls | 144          | 2,27         | 280         | 4,12        |
| Exprimés       | Exprimés       | Exprimés       | 6 202        | 97,73        | 6 518       | 95,88       |

*sortant

### Canton de Quiberon
| Candidats      | Candidats         | Étiquette      | Premier tour | Premier tour | Second tour | Second tour |
| Candidats      | Candidats         | Étiquette      | Voix         | %            | Voix        | %           |
| -------------- | ----------------- | -------------- | ------------ | ------------ | ----------- | ----------- |
|                | Gérard Pierre*    | UMP            | 3 669        | 54,45        | 4 610       | 71,63       |
|                | Luc Le Gurun      | PS             | 1 104        | 16,38        | 1 826       | 28,37       |
|                | Claude Le Ny      | FN             | 1 007        | 14,95        |             |             |
|                | Hubert Ulve       | UDB            | 423          | 6,28         |             |             |
|                | Jean-Claude Harry | PCF            | 346          | 5,14         |             |             |
|                | Jean-Berty Hennem | SE             | 189          | 2,80         |             |             |
|                |                   |                |              |              |             |             |
| Inscrits       | Inscrits          | Inscrits       | 15 071       | 100,00       | 15 071      | 100,00      |
| Abstentions    | Abstentions       | Abstentions    | 8 230        | 54,61        | 8 342       | 55,35       |
| Votants        | Votants           | Votants        | 6 841        | 45,39        | 6 729       | 44,65       |
| Blancs et nuls | Blancs et nuls    | Blancs et nuls | 103          | 1,51         | 293         | 4,35        |
| Exprimés       | Exprimés          | Exprimés       | 6 738        | 98,49        | 6 436       | 95,65       |

*sortant

### Canton de Rochefort-en-Terre
| Candidats      | Candidats           | Étiquette      | Premier tour | Premier tour |
| Candidats      | Candidats           | Étiquette      | Voix         | %            |
| -------------- | ------------------- | -------------- | ------------ | ------------ |
|                | François Hervieux*  | PS             | 2 182        | 63,34        |
|                | Jean-Laurent Lemale | UMP            | 1 263        | 36,66        |
|                |                     |                |              |              |
| Inscrits       | Inscrits            | Inscrits       | 6 589        | 100,00       |
| Abstentions    | Abstentions         | Abstentions    | 3 033        | 46,03        |
| Votants        | Votants             | Votants        | 3 556        | 53,97        |
| Blancs et nuls | Blancs et nuls      | Blancs et nuls | 111          | 3,12         |
| Exprimés       | Exprimés            | Exprimés       | 3 445        | 96,88        |

*sortant

### Canton de Rohan
| Candidats      | Candidats        | Étiquette      | Premier tour | Premier tour | Second tour | Second tour |
| Candidats      | Candidats        | Étiquette      | Voix         | %            | Voix        | %           |
| -------------- | ---------------- | -------------- | ------------ | ------------ | ----------- | ----------- |
|                | Pierre Le Teste* | UMP            | 1 767        | 22,02        | 2 130       | 100,00      |
|                | Jean Launay      | DVD            | 984          | 22,02        |             |             |
|                | Hervé Guillemin  | DVD            | 880          | 19,69        |             |             |
|                | Yovenn Bonhoure  | PS             | 406          | 9,08         |             |             |
|                | Marc Cottaz      | FN             | 343          | 9,08         |             |             |
|                | Catherine Quéric | PCF            | 89           | 7,68         |             |             |
|                |                  |                |              |              |             |             |
| Inscrits       | Inscrits         | Inscrits       | 7 040        | 100,00       | 7 040       | 100,00      |
| Abstentions    | Abstentions      | Abstentions    | 2 494        | 35,43        | 4 317       | 61,32       |
| Votants        | Votants          | Votants        | 4 546        | 64,57        | 2 723       | 38,68       |
| Blancs et nuls | Blancs et nuls   | Blancs et nuls | 77           | 1,69         | 593         | 21,78       |
| Exprimés       | Exprimés         | Exprimés       | 4 469        | 98,31        | 2 130       | 78,22       |

*sortant

### Canton de Saint-Jean-Brévelay
| Candidats      | Candidats              | Étiquette      | Premier tour | Premier tour | Second tour | Second tour |
| Candidats      | Candidats              | Étiquette      | Voix         | %            | Voix        | %           |
| -------------- | ---------------------- | -------------- | ------------ | ------------ | ----------- | ----------- |
|                | Guénaël Robin          | DVD            | 2 055        | 45,69        | 2 878       | 63,16       |
|                | Henri Le Corf          | UMP            | 1 454        | 32,33        | 1 679       | 36,84       |
|                | Ludovic Stephant       | FN             | 444          | 9,87         |             |             |
|                | Chilig Guillamot       | EELV           | 255          | 5,67         |             |             |
|                | Marie-Antoinette Eveno | PCF            | 171          | 3,80         |             |             |
|                | Christian Barguil      | DVD            | 119          | 2,65         |             |             |
|                |                        |                |              |              |             |             |
| Inscrits       | Inscrits               | Inscrits       | 7 894        | 100,00       | 7 893       | 100,00      |
| Abstentions    | Abstentions            | Abstentions    | 3 314        | 41,98        | 3 173       | 40,20       |
| Votants        | Votants                | Votants        | 4 580        | 58,02        | 4 720       | 59,80       |
| Blancs et nuls | Blancs et nuls         | Blancs et nuls | 82           | 1,79         | 163         | 2,45        |
| Exprimés       | Exprimés               | Exprimés       | 4 498        | 98,21        | 4 557       | 96,55       |

### Canton de Sarzeau
| Candidats      | Candidats         | Étiquette      | Premier tour | Premier tour | Second tour | Second tour |
| Candidats      | Candidats         | Étiquette      | Voix         | %            | Voix        | %           |
| -------------- | ----------------- | -------------- | ------------ | ------------ | ----------- | ----------- |
|                | David Lappartient | UMP            | 2 608        | 39,21        | 3 541       | 55,08       |
|                | Yves Levesque     | EELV           | 1 085        | 16,31        | 2 888       | 44,92       |
|                | Yannick Kerignard | SE             | 1 049        | 15,77        |             |             |
|                | Patrick Meunier   | FN             | 864          | 12,99        |             |             |
|                | Didier Goupil     | UDB            | 785          | 11,80        |             |             |
|                | Colette Bocher    | PCF            | 260          | 3,91         |             |             |
|                |                   |                |              |              |             |             |
| Inscrits       | Inscrits          | Inscrits       | 12 196       | 100,00       | 12 195      | 100,00      |
| Abstentions    | Abstentions       | Abstentions    | 5 453        | 44,71        | 5 415       | 44,40       |
| Votants        | Votants           | Votants        | 6 743        | 55,29        | 6 780       | 55,60       |
| Blancs et nuls | Blancs et nuls    | Blancs et nuls | 92           | 1,36         | 351         | 5,18        |
| Exprimés       | Exprimés          | Exprimés       | 6 651        | 98,64        | 6 429       | 94,82       |

### Canton de Vannes-Centre
| Candidats      | Candidats           | Étiquette      | Premier tour | Premier tour | Second tour | Second tour |
| Candidats      | Candidats           | Étiquette      | Voix         | %            | Voix        | %           |
| -------------- | ------------------- | -------------- | ------------ | ------------ | ----------- | ----------- |
|                | François Goulard    | UMP            | 2 787        | 38,70        | 4 036       | 55,42       |
|                | Nicolas Le Quintrec | PS             | 1 722        | 23,91        | 3 246       | 44,58       |
|                | Marion Le Berre     | EELV           | 1 013        | 14,07        |             |             |
|                | Bruno Petit         | FN             | 769          | 10,68        |             |             |
|                | Vincent Salette     | DVD            | 497          | 6,90         |             |             |
|                | Anita Kervadec      | PCF            | 275          | 3,82         |             |             |
|                | Bertrand Deleon     | REG            | 139          | 1,93         |             |             |
|                |                     |                |              |              |             |             |
| Inscrits       | Inscrits            | Inscrits       | 16 223       | 100,00       | 16 622      | 100,00      |
| Abstentions    | Abstentions         | Abstentions    | 9 327        | 56,11        | 9 004       | 55,17       |
| Votants        | Votants             | Votants        | 7 296        | 43,89        | 7 618       | 45,83       |
| Blancs et nuls | Blancs et nuls      | Blancs et nuls | 94           | 1,29         | 336         | 4,41        |
| Exprimés       | Exprimés            | Exprimés       | 7 202        | 98,71        | 7 282       | 95,59       |

### Canton de Vannes-Ouest
| Candidats      | Candidats           | Étiquette      | Premier tour | Premier tour | Second tour | Second tour |
| Candidats      | Candidats           | Étiquette      | Voix         | %            | Voix        | %           |
| -------------- | ------------------- | -------------- | ------------ | ------------ | ----------- | ----------- |
|                | André Gall*         | PS             | 3 995        | 38,34        | 5 928       | 57,05       |
|                | Denis Bertholom     | UMP            | 3 118        | 29,93        | 4 463       | 42,95       |
|                | Jean-Paul Félix     | FN             | 1 431        | 13,73        |             |             |
|                | Christian Le Moigne | EELV           | 1 213        | 11,64        |             |             |
|                | François Caharel    | PG             | 370          | 3,55         |             |             |
|                | Tristan Le Floc'h   | UDB            | 292          | 2,80         |             |             |
|                |                     |                |              |              |             |             |
| Inscrits       | Inscrits            | Inscrits       | 23 695       | 100,00       | 23 689      | 100,00      |
| Abstentions    | Abstentions         | Abstentions    | 13 068       | 55,15        | 12 789      | 53,99       |
| Votants        | Votants             | Votants        | 10 627       | 44,85        | 10 900      | 46,01       |
| Blancs et nuls | Blancs et nuls      | Blancs et nuls | 208          | 1,96         | 509         | 4,67        |
| Exprimés       | Exprimés            | Exprimés       | 10 419       | 98,04        | 10 391      | 95,33       |

*sortant